# Donkey Hodie
Donkey Hodie (Las aventuras de Donki en Hispanoamérica y Burrita Rita en España) es una serie de televisión infantil americana creada por David y Adam Rudman e inspirada en personajes creados por Fred Rogers. La serie se estrenó el 3 de mayo de 2021 en PBS Kids y es el segundo spin-off de la serie de televisión Mister Rogers' Neighborhood después de El vecindario de Daniel Tigre.
En España, la serie emitió en Canal Panda. hasta el cierre del canal el 15 de diciembre de 2022, donde luego se mudó al canal Enfamilia bajo el bloque Panda Enfamilia.

## Sinopsis
En la tierra de Someplace Else, justo al norte del Neighborhood of Make-Believe, Donkey Hodie y sus amigos pasan el día resolviendo diferentes problemas en el camino.

## Producción
La serie se anunció en enero de 2020. El personaje principal es la nieta del Donkey Hodie original, un personaje del Neighborhood of Make Believe en Mister Rogers' Neighborhood.

### Música
Al igual que Daniel Tiger's Neighborhood, la serie incluye canciones nuevas y escritas por Rogers.
La música del programa fue compuesta por Bill Sherman, Zack Zeyde y Noah Deblasis.